# Car Nicobar
Car Nicobar (Pu in lingua car) è un'isola ed un comune (tehsil) dell'India di 20.292 abitanti, capoluogo del distretto delle Nicobare, nel territorio federato delle Andamane e Nicobare.
Sull'isola, la più popolosa delle Nicobare, è presente un aeroporto militare.

## Geografia fisica
Il villaggio principale del comune è Malacca. L'isola è la più settentrionale delle Nicobare, ed è posta immediatamente a sud del Canale dei Dieci Gradi.
La sua superficie (126,9 km²) equivale al 7% della superficie di tutte le isole Nicobare.

## Storia
L'isola è stata gravemente danneggiata dal maremoto dell'oceano Indiano del 2004.

## Società

### Evoluzione demografica
Il comune si compone di 15 villaggi, il più grande dei quali è Malacca (U-rèk-ka nella lingua locale) che conta circa 4.500 abitanti.
Al censimento del 2001 la popolazione di Car Nicobar assommava a 20.292 abitanti, dei quali 10.663 maschi e 9.629 femmine.
Car Nicobar conta più del 50% dell'intera popolazione delle isole Nicobare.